# Hồ Phương (nhà Thanh)
Hồ Phương (chữ Hán: 胡方, 1654 – 1727 ), tự Đại Linh, người Tân Hội, Quảng Đông, học giả đời Thanh.

## Tiểu sử
Phương vốn là Tuế cống sanh , tôn sùng cái học gắn liền với thực tế. Đương thời Khang Hi đế cổ vũ Tống Nho, nhưng Phương kiên trì với quan điểm của mình.
Tổng đốc Ngô Hưng Tộ nghe tiếng, sai sứ mời gọi; Phương tránh mặt, khiến người ta không thể tìm được. Có quan viên đem nhiều vàng đến nài Phương làm văn chúc thọ, ông không nhận lời; kẻ lại uy hiếp, ông cũng không nhận; người nhà thông báo đã hết lương thực, ông vẫn không nhận. Dẫu nhà nghèo, Phương rốt cục không làm quan.
Ngoài 40 tuổi, Phương đóng cửa viết sách, hưởng thọ 74 tuổi.

## Tấm gương đạo đức
Phương phụng dưỡng cha mẹ rất hiếu thuận, mà vẫn chưa hài lòng. Gặp lúc cha mẹ có bệnh, Phương lo lắng ra mặt, luôn nếm thuốc trước khi dâng lên; cả đêm giữ nguyên nón áo để hầu hạ, không hề ngủ nghỉ. Đến khi giữ tang, Phương dựng lều cỏ ở bên mộ, 3 năm không vào nhà. Nhà cửa ruộng vườn, Phương chia hết cho các em, lấy việc dạy học tự nuôi mình. Họ hàng gặp khó khăn, Phương hết sức giúp đỡ.
Con em cùng quê gây sự lầm lỗi, nếu tha tội thì người ta phạt đòn, nếu không tha thì đem việc nói với Phương; ấy là vì địa phương có câu rằng: "Thà chịu người ta đánh, chớ để Hồ quân biết. Người ta đánh còn chịu được, Hồ quân khiến ta thẹn chết."
Học trò của Phương, làm quan hay chưa, đều tay trắng mà đến chịu sự dạy dỗ của ông. Có người nghe tiếng thì hâm mộ, đến khi gặp Phương thì vui mừng, nói: "Dạy tôi với!" Có học trò nhờ ấm được làm quan, thì cả sợ mà nói: "Tôi chưa đáng tin cậy, làm sao không nhục đến thầy tôi!?" Phương dạy anh ta rằng: "Làm quan chớ yêu tiền, dốc sức giữ phép công, làm sao không được?" người ấy rốt cục không phụ lời ông.

## Tình tri kỷ với Huệ Sĩ Kỳ
Phương làm nhà ở nơi được gọi là Diêm Bộ (bãi phơi muối). Người Nguyên Hòa (nay thuộc Tô Châu, Giang Tô) là Huệ Sĩ Kỳ (惠士奇) làm Đốc học Việt Đông (tức là Quảng Đông Học chánh), nghe tiếng Phương, dừng thuyền ngoài thôn, sau học trò đến nhà ông xin gặp; Phương xua tay mà nói rằng: "Học chánh chưa xong việc, không thể gặp, không thể gặp!" rồi đẩy học trò ấy ra mà đóng cửa; Huệ Sĩ Kỳ đành gởi lại bức thư mà đi.
Việc thi cử ở Quảng Đông đã xong, Huệ Sĩ Kỳ tiếp tục sai học trò đến mời, Phương chụp vội chiếc mũ mà đi, đến nơi, vái dài mà nói: "Hôm nay trai giới đến nhận lỗi với tri kỷ. Phương tuổi già, không còn chỗ nào để học tập, không thể làm lễ của đệ tử nữa." Nói xong vài lời mới trỗi dậy. Huệ Sĩ Kỳ cầm tay Phương mà hỏi: "Không cần nói gì thêm nữa, dám hỏi tiên sanh, địa phương có ai làm văn hay không?" Phương đáp: "Bây giờ thì không có, tìm khắp thì chỉ có Lương Triều Chung (梁朝钟) cuối đời Minh." Sĩ Kỳ bèn tìm kiếm văn của Lương, hợp với các tác giả khác rồi khắc bản, đặt tên là Lĩnh Nam văn tuyển, về sau dâng lên triều đình. Sĩ Kỳ từng nói với học trò: "Vẻ ngoài của Hồ quân tương tự Cố Viêm Vũ (顾炎武), phong (đầy) hậu (dày) đoan (ngay) vĩ (lớn), ắt được hưởng đại danh." Thế nên bấy giờ tri kỷ của Phương, chỉ có một mình Huệ Sĩ Kỳ mà thôi.

## Tác phẩm
- Chu Dịch bổn nghĩa chú, 6 quyển.
- Tứ Tử thư chú, 10 quyển.
- Trang Tử chú, 4 quyển.
- Hồng Giác đường thi văn tập 6 quyển. Các bài Yết Bạch Sa từ và Bạch Sa Tử luận [3] được tập hợp trong bộ sách này, ngoài ra còn tiểu sử tự thuật của Phương.